# Felicja Blumental
Felicja Blumental   (Varsòvia, 28 de desembre de 1908 - Tel-Aviv, 31 de desembre de 1991) va ser un pianista i compositora polonesa. "Va ser una de les poques dones nascudes el primer quart del segle XX que va assolir una important carrera com a pianista de concerts".

## Joventut
Felicja Blumental va néixer a Varsòvia, Polònia, en el si d'una família musical jueva, filla d'un violinista. Va començar les classes de piano als cinc anys i va debutar als deu anys. Va estudiar al Conservatori Nacional de Varsòvia, prenent classes de piano de Zbigniew Drzewiecki (que va fundar el Concurs Internacional de Piano Frederick Chopin) i classes de composició del compositor Karol Szymanowski. Més tard, va estudiar en privat a Suïssa amb Józef Turczyński, un intèrpret i erudit de Chopin.

## Vida personal
El 1938, ella i el seu marit Markus Mizne es van traslladar primer a Niça, després al Brasil per escapar del creixent antisemitisme europeu. Es va convertir en una ciutadana brasilera i, durant la resta de la seva vida, va defensar la música i els compositors del seu país d’adopció. La seva carrera posterior la va fer establir-se a Milà el 1962 i després el 1973 a Londres.

## Carrera musical
El repertori de Blumental era ampli i aventurer, des del barroc portuguès fins a les obres contemporànies sud-americanes. Entre els seus nombrosos enregistraments també es van incloure molts concerts oblidats de compositors com Carl Czerny (Concert per a piano en la menor, Op.214), Ferdinand Ries (Concert per a piano en do agut, Op.55) i John Field. Heitor Villa-Lobos va escriure per a ella el seu Concert per a piano núm. 5; va ser solista a l'estrena mundial el 8 de maig de 1955, al "Royal Festival Hall de Londres", amb l'Orquestra Filharmònica de Londres sota la direcció de Jean Martinon, i també va gravar el concert a París, sota la batuta del compositor. Krzysztof Penderecki li va dedicar la seva Partita per a clavicèmbal i orquestra. El seu enregistrament d'aquest treball va guanyar el Gran Premi del Disc de l'Acadèmia Charles Cros de França el 1975.
Entre els seus enregistraments hi havia una caixa d'obres completes de Beethoven per a piano sol i orquestra, incloent dues primeres obres sense número d'opus, així com l'arranjament per a piano del seu concert per a violí de Beethoven. Tanmateix, és el seu toc de Chopin per al qual se la recordarà més. Una pianista de força considerable, malgrat la seva petita mida, els seus enregistraments de les masurques de Chopin, en particular, es consideren interpretacions emblemàtiques.
Va morir el 1991 a Israel, en una de les seves moltes gires de concerts pel país. Està enterrada al cementiri Kiryat Shaul de Tel-Aviv. La seva filla, la cantant Annette Céline, va ser una de les organitzadores del festival anual internacional de música Felicja Blumental fins a la seva mort el 3 de juny de 2017.
Molts dels enregistraments de Blumental han estat restaurats a Brana Records, i totes les portades de CD contenen els gravats artístics del seu marit Markus Mizne.